# Éric Champ
Pas d'image ? Cliquez ici

a Compétitions nationales et continentales officielles uniquement.

b Matchs officiels uniquement.
Éric Champ, né le 8 juin 1962 à Toulon (Var), est un joueur de rugby à XV français. Il a joué avec l'équipe de France et évoluait au poste de troisième ligne aile ou troisième ligne centre.
Véritable légende du Rugby Club Toulonnais, il fait partie, en avril 2023, des 10 premiers joueurs à intégrer le Hall of Fame du club, notamment aux côtés de Jérôme Gallion.

## Carrière de joueur
Durant sa carrière de joueur, Éric Champ a été capitaine du Rugby club toulonnais et de l'équipe de France.

### En club
- RC Toulon de 1979 à 1996

Éric Champ reste un joueur emblématique du RCT. En 2016, le site Rugbyrama le classe deuxième parmi les 10 meilleurs joueurs de l'histoire du RC Toulon.

### En équipe nationale
Il a disputé son premier test match le 22 juin 1985 contre l'équipe d'Argentine et le dernier le 19 octobre 1991 contre l'équipe d'Angleterre à l’occasion d’un quart de finale de la Coupe du monde de rugby 1991.
- 42 sélections en équipe de France entre 1985 et 1991 (3 essais)
- Sélections par année : 2 en 1985, 11 en 1986, 11 en 1987, 5 en 1988, 4 en 1989, 3 en 1990, 6 en 1991
- 12 points (3 essais)
- Tournoi des Cinq Nations disputés :  1986, 1987, 1988,  1989,  1990
- Coupe du monde disputées :  1987, 1991
- 6 fois Barbarians français
- International A (7 sélections)
- International Junior (4 sélections)

### Avec les Barbarians
Le 31 octobre 1992, il joue son premier match avec les Barbarians français contre l'Afrique du Sud à Lille. Les Baa-Baas s'imposent 25 à 20.
Le 19 juin 1993, il est invité pour jouer avec les Barbarians français contre le XV du Président pour le Centenaire du rugby à Grenoble. Il est capitaine et les Baa-Baas s'imposent 92 à 34.
Le 11 novembre 1993, il est de nouveau capitaine des Barbarians français contre l'Australie à Clermont-Ferrand. Les Baa-Baas s'inclinent 26 à 43.
En 1994, il participe à la tournée des Barbarians français en Australie. Le 26 juin 1994, il joue contre l'Université de Sydney en Australie. Les Baa-Baas s'imposent 36 à 62. Le 29 juin 1994, il joue contre les Barbarians Australiens au Sydney Cricket Ground. Les Baa-Baas français s'imposent 29 à 20.

## Statistiques

### Tournoi des Cinq Nations
| Édition           | Rang | Résultats France | Résultats Champ | Matchs Champ |
| ----------------- | ---- | ---------------- | --------------- | ------------ |
| Cinq Nations 1986 | 1    | 3 v, 0 n, 1 d    | 3 v, 0 n, 0 d   | 3/4          |
| Cinq Nations 1987 | 1    | 4 v, 0 n, 0 d    | 4 v, 0 n, 0 d   | 4/4          |
| Cinq Nations 1988 | 1    | 3 v, 0 n, 1 d    | 1 v, 0 n, 1 d   | 2/4          |
| Cinq Nations 1989 | 1    | 3 v, 0 n, 1 d    | 2 v, 0 n, 0 d   | 2/4          |
| Cinq Nations 1990 | 3    | 2 v, 0 n, 2 d    | 1 v, 0 n, 1 d   | 2/4          |

Légende : v = victoire ; n = match nul ; d = défaite ; la ligne est en gras quand il y a Grand Chelem.

### Coupe du monde
| Édition                            | Rang               | Résultats France | Résultats Champ | Matchs Champ |
| ---------------------------------- | ------------------ | ---------------- | --------------- | ------------ |
| Nouvelle-Zélande et Australie 1987 | Finaliste          | 4 v, 1 n, 1 d    | 3 v, 1 n, 1 d   | 5/6          |
| Royaume-Uni 1991                   | Quart-de-finaliste | 3 v, 0 n, 1 d    | 3 v, 0 n, 1 d   | 4/4          |

Légende : v = victoire ; n = match nul ; d = défaite.

## Palmarès

### En club
- Championnat de France de première division :
  - Champion (2) : 1987 et 1992
  - Vice-champion (2) : 1985 et 1989
- Challenge Yves du Manoir :
  - Finaliste (1) : 1983

### En équipe nationale
- Finaliste de la Coupe du monde en 1987
- Vainqueur du Grand Chelem en 1987
- Vainqueur du Tournoi des Cinq Nations en 1986, 1987, 1988,  1989

## Reconversion
Il est président du Rugby club toulonnais de 2003 à 2006, avant le rachat du club par Mourad Boudjellal.
Il est commentateur des matchs de la coupe du monde 2007 avec Aubin Hueber et Christian Jeanpierre sur TF1. Il est également consultant lors des matchs des coupes du monde 2011 et 2015 sur TF1.
En 2016, il s'engage dans les élections fédérales pour renouveler le comité directeur de la Fédération française de rugby en mettant en place une liste candidate avec Alain Doucet, secrétaire général de la Fédération depuis 2001, et Lucien Simon, président du Pays d'Aix rugby club de 1995 à 2013. Il n'est finalement pas membre de la liste candidate conduite par Alain Doucet. Lors de l'élection, le 3 décembre 2016, celle-ci obtient 12,16 % des voix et 2 des 40 sièges du comité directeur.
En 2020, il est membre du collectif Ovale Ensemble qui présente une liste aux élections fédérales. Il est candidat pour intégrer le comité directeur de la FFR en 8e position sur la liste menée par Florian Grill et qui s'oppose à Bernard Laporte, président de la FFR. Cette liste réunit 48,53 % des voix à l'issue du scrutin le 3 octobre 2020, et obtient 9 sièges. Éric Champ est ainsi élu au sein du comité directeur de la FFR. Le 27 janvier 2023, il quitte le comité directeur de la fédération avec tous les élus de l'opposition, après la démission du président Bernard Laporte et l'appel de la ministre des Sports à une démission de l'ensemble du comité directeur pour provoquer de nouvelles élections générales.

## Parcours professionnel
Formation technique supérieure à la délégation générale pour l'Armement, il commence sa carrière à la DCN Toulon. Il est recruté par la société Studia en 1991 pour développer les métiers d'études en mécanique dans le Sud de la France. En 1997, il prend en charge le développement des activités de Studia dans le Nord. Il devient alors directeur commercial du groupe Assystem qui a racheté Studia. Il fait partie du comité de direction à partir de 2002 et est nommé directeur général de Assystem Facilities en janvier 2003.
Il a été mis en cause dans l'affaire de la DCN de Toulon dans le cadre de laquelle il a été condamné à 12 mois de prison avec sursis en octobre 2004. Après avoir fait appel, il a obtenu une relaxe partielle assujettie d'une amende, la peine de 12 mois de prison avec sursis n'a pas été maintenue. En 2007, il prend en charge les activités Technologies du groupe Assystem. De novembre 2009 à décembre 2012, il occupe le poste de Directeur Business Development chez Sogeti High Tech.
En mars 2013, il est chargé du développement des entreprises du pôle France (De Viris, TBAI, Péritec, Sud-Est Calcul, IDR) du groupe Parlym.